# Великий Карабчиев
Великий Карабчиев (укр. Великий Карабчіїв) — село в Городокском районе Хмельницкой области Украины.
Население по переписи 2001 года составляло 890 человек. В 2020 году в селе зарегистрировано 626 человек. Почтовый индекс — 32066. Телефонный код — 3251. Занимает площадь 0,261 км². Код КОАТУУ — 6821281301.

## Местный совет
32065, Хмельницкая обл., Городокский р-н, с. Великий Карабчиев